# Thaba Tshwane
Thaba Tshwane est une base militaire (ou zone militaire), à Pretoria, en Afrique du Sud. 

## Histoire
Fondée vers 1905 par l'Armée britannique, et baptisée Roberts Heights d'après Lord Roberts, elle a été rebaptisée Voortrekkerhoogte (Voortrekker Heights) en 1939 par le gouvernement de l'Union d'Afrique du Sud, à la suite du début de la construction à proximité du Voortrekker Monument, à une époque où croissait le nationalisme afrikaner.
Le plus ancien bâtiment du complexe est le South African Garrison Institute, actuellement connu comme l'Army College. Lord Kitchener a posé la première pierre le 12 juin 1902.
Le 19 mai 1998, à la suite de la fin de l'apartheid, elle a été rebaptisée une nouvelle fois, sous le nom de Thaba Tshwane. Au début du XXIe siècle, l'installation héberge le South African Army College, le South African National Defence College sous la direction de la contre-amirale Laura Jansen van Vuuren (en), le National Ceremonial Guard and Band, l'école de police militaire, un hôpital militaire, le 2e bataillon parachutiste (en), le 44e régiment du génie parachutiste, le 44e régiment parachutiste anti-aérien (en), le régiment de Tshwane (en) (infanterie motorisée), le 18 Light Regiment (en) (formation d'artillerie) et le 4e régiment d'enquête et de cartographie.
Thaba Tshwane ne doit pas être confondue avec la ville de Tshwane, beaucoup plus grande, créée en 2000 et qui englobe Pretoria, y compris Thaba Tshwane.